# Спортивная ходьба
Спорти́вная ходьба́ — олимпийская легкоатлетическая дисциплина, в которой, в отличие от беговых видов, должен быть постоянный контакт ноги с землёй. В олимпийской программе соревнования мужчин проводят вне стадиона на дистанции 20 и 35 км, женщин — 20 км. Также проводят соревнования на 400-метровой дорожке открытых стадионов (10 000 и 20 000 м) и 300-метровой дорожке в помещении (5000 м).

## Правила и техника

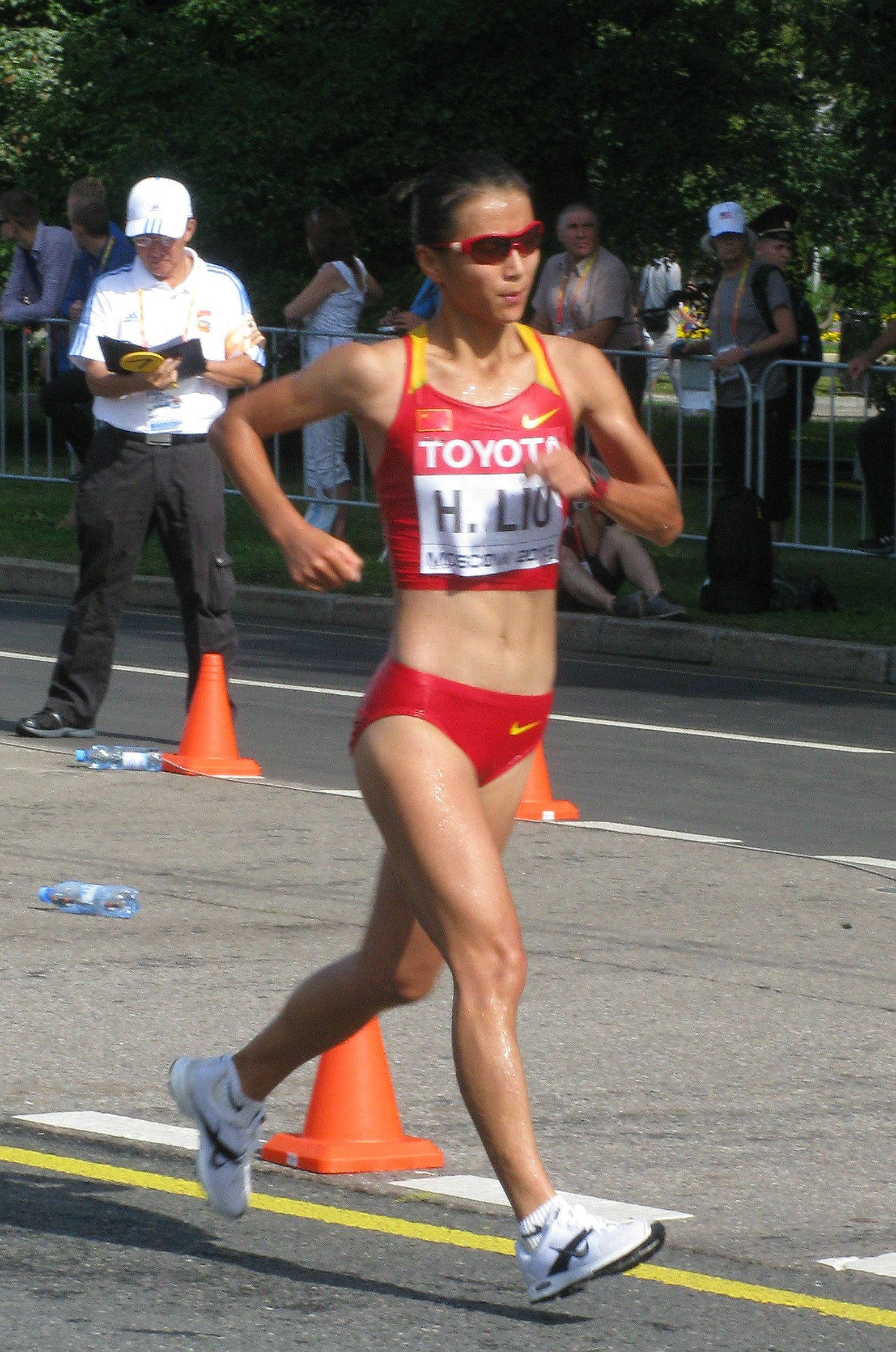
Лю Хун в фазе полёта на глазах у судьи. В этом заходе она выиграла бронзу чемпионата мира 2013 года

Спортивная ходьба является чередованием шагов, которые следует выполнять так, чтобы ходок постоянно имел контакт с землёй. При этом должны быть соблюдены 2 условия:
- Необходимо, чтобы спортсмен постоянно осуществлял контакт с землёй и при этом не происходило видимой для человеческого глаза потери контакта
- Вынесенная вперёд нога должна быть полностью выпрямлена (то есть, не согнута в колене) с момента первого контакта с землёй до прохождения вертикали

Технику ходьбы спортсмена оценивают судьи на дистанции, которых должно быть от 6 до 9 (включая старшего судью).
Ходьба в легкоатлетической программе является единственным видом, в котором присутствует субъективное судейство. Если в беге спортсменов снимают с дистанции только в исключительных случаях, то в практике ходьбы дисквалификация на дистанции — обычное явление. Бывают случаи, когда атлетов дисквалифицируют после финиша.
Судьи могут объявлять предупреждения ходокам при помощи лопаток жёлтого цвета, чтобы предупредить их о нарушении правил. На одной стороне лопатки нарисована волнистая горизонтальная линия (обозначает потерю контакта с поверхностью), на другой — 2 отрезка, соединённых примерно под углом 150 градусов (обозначает согнутую ногу). Судья не может предупреждать более 1 раза об одном и том же нарушении определённого спортсмена.
Если правило нарушено и ходоку дано предупреждение, судья отправляет красную карточку старшему судье. Спортсмена дисквалифицируют в том случае, если 3 красные карточки от 3 разных судей на дистанции были направлены старшему судье. В этом случае спортсмену сообщают о дисквалификации показом красной карточки.
Кроме того, старший судья может дисквалифицировать спортсмена единолично на последнем круге (если соревнования происходят на стадионе) или на последних 100 метрах дистанции (при ходьбе по шоссе).

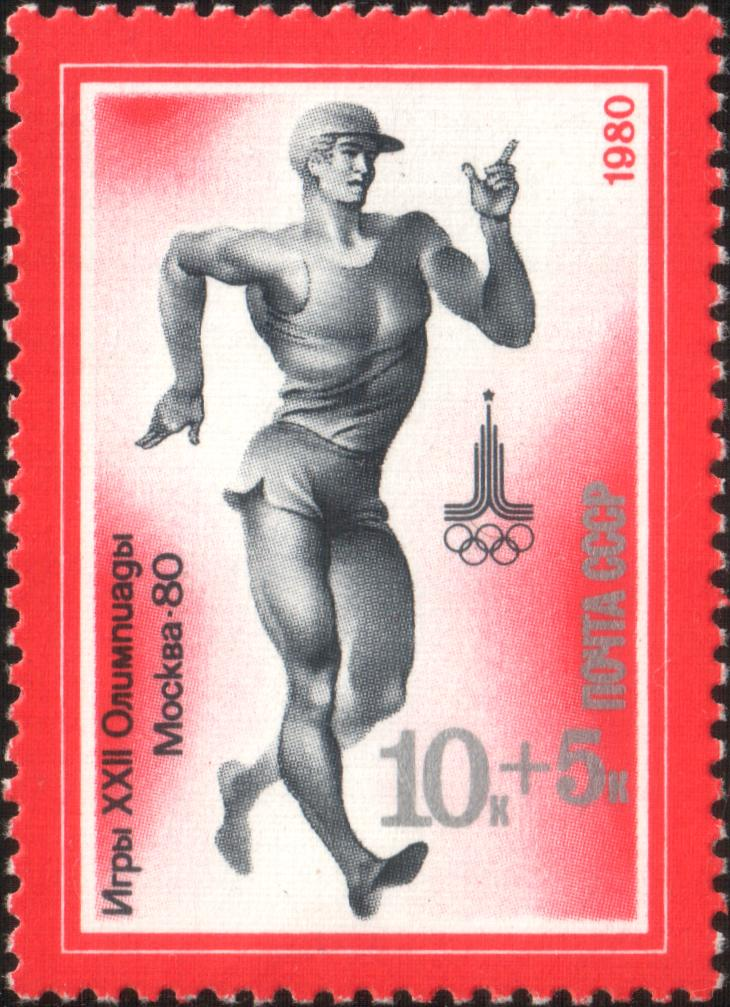
Спортивная ходьба на марке СССР, посвящённой Олимпиаде-80

## История
Первое соревнование по спортивной ходьбе было проведено в Лондоне в 1882 году, оно состояло из беспрерывной 5-часовой ходьбы. Ходьба на дистанцию 50 км стала олимпийской дисциплиной в 1932, на 20 км — в 1956 году. В 1992 году в олимпийскую программу вошли и соревнования среди женщин. Также проводят соревнования на дистанции 10 км. На зимних соревнованиях вместо 50 км ходоки идут 35 км.